# José Luis Arroyo (cantante)
Marco Antonio Arroyo Herrera (Végueta, 5 de diciembre de 1967), conocido artísticamente José Luis Arroyo y por su apelativo como el Lobo, es un cantante, compositor y director musical peruano, fundador y vocalista principal de la agrupación de cumbia peruana El Lobo y la Sociedad Privada, logrando reconocimiento y consolidación en el dicho género a partir de los años 2000.

## Biografía

### Primeros años e inicios
Nació el 5 de diciembre de 1967 en Végueta, localidad de la provincia de Huaura, región Lima; bajo el nombre completo de Marco Antonio Arroyo Herrera. Es el hijo de Víctor Arroyo, natural de Casma, quién trabajaba como pescador, y de Dora Herrera, siendo el primero de siete hermanos. Vivió sus primeros años en su ciudad natal hasta cumplir los 18 años, cuando se muda a Tingo María, localidad del departamento de Huánuco.
Comenzó su carrera artística en el año 1982, conformando el elenco de la orquesta de salsa La Novela y más tarde, del otro conjunto La Clásica en 1987, ambas en su ciudad natal. Posteriormente, se traslada de género a la cumbia peruana a inicios de los años 1990.
Sin dejar de lado a la música, Arroyo realizó sus estudios universitarios de ingeniería química en la Universidad José Faustino Sánchez Carrión de Huacho.
Tras mudarse a Tingo María, comienza a utilizar el nombre artístico de José Luis Arroyo, inspirándose en el cantante venezolano de balada romántica José Luis Rodríguez «el Puma», además de mantener su apellido real y agregar el apelativo del Lobo. En el año 1991, fue parte del conjunto musical Orquesta Lluvia de Aucayacu y más tarde de Cuarteto Amazónico.
Pero fue hasta 1993, cuando se integraría al grupo musical Explosión Latina, en el cual se desempeñó como uno de los vocalistas del conjunto.

### Internacional Privados de Tingo María
Pese al éxito de la banda, Arroyo se separa de Explosión Latina junto a cuatro integrantes de la dicha agrupación, gracias a la propuesta de su profesor universitario, para formar la orquesta Internacional Privados de Tingo María, presentándose de manera oficial en el año 1994 en un concierto local. Como parte de Internacional Privados, alcanzó reconocimiento en la cumbia peruana, siendo intérprete del tema musical «No hay felicidad», obteniendo aceptación en las emisoras de su país. Años más tarde, realizó su primera gira nacional en la capital Lima en 1998. Durante esa época, Arroyo e Internacional Privados recibieron el apoyo del fallecido cantante vernacular Eusebio «Chato» Grados como representante musical, para obtener fama a nivel nacional, además de participar como telonero de las otras agrupaciones Agua Marina, Armonía 10 y de la cantante de tecnocumbia Rossy War.
Además, fue invitado a diferentes programas musicales de la televisión peruana, siendo uno de ellos La movida de los sábados de Panamericana Televisión, gracias a la intervención de la presentadora del espacio Janet Barboza. Sin embargo, fue en el año 2000 cuando se presentó un empresario que trabajaría más tarde con Arroyo e Internacional Privados, en la que finalmente fue estafado por éste primero, ya que le ha quitado el nombre y la propiedad, con lo que fue llevado a los tribunales sin éxito, haciéndolo regresar a Tingo María.

### El Lobo y la Sociedad Privada y etapa solista
Tras retirarse temporalmente de la música, Arroyo retomó su carrera profesional, en el cual conseguiría un trabajo para empezar a realizar sus trámites de su título de licenciado. Sin embargo, gracias a la promesa de su esposa, decidió retomar su carrera musical, fundando su nueva banda musical bajo el nombre de El Lobo y la Sociedad Privada, desempeñandose en la actualidad como vocalista principal y director del conjunto, dando inicio a su etapa solista. Además, comenzó a utilizar las composiciones de Miguel Laura, Willy Sánchez y Luis Zambrano. Durante esa época, debido a un golpe con una pelota durante un partido de fútbol mientras grababa su videoclip, comenzaría a utilizar sus lentes de sol inicialmente para tapar los moretones en el ojo, en la que más tarde se convertiría en su sello característico, tras su recuperación.
A inicios de los años 2000, lanzó sus primeros temas como solista: «Aléjate de mi»  y «Decías que me querías». En el año 2004, estrenó su primer éxito musical «Si te vas, ¿qué haré?», utilizando el mismo tema la cantante Anita Santivañez. A partir de los años siguientes de la primera década del siglo XXI, estrenó sus siguientes proyectos: «Júrame»,  «Tu jurastes amarme», «Pañuelo de lágrimas» y «Soñé contigo». Éste primero, fue el tema principal de la telenovela peruana Luz de luna de América Televisión, siendo interpretado por el actor André Silva.[cita requerida]
Arroyo realizó una gira interrnacional por Estados Unidos en el año 2014, presentándose en las ciudades Utah, Los Ángeles, New York y New Jersey. Previo a ello, fue anunciado 19 de septiembre de ese año, dando inicio a su internacionalización.
En enero de 2015, lanza sus nuevos sencillos Sin ti y Recuérdame, ambas composiciones de Miguel Laura, además de obtener gran aceptación en diferentes países de Sudamérica. En el año 2017, estrena los sencillos Por última vez, Sabor a cumbia y Perdóname. [cita requerida]
Arroyo participó en el concierto por el aniversario 485 de la fundación española de la Región Huánuco en 2024, y fue parte de una labor social. En ese mismo año, colaboró con la banda sonora de la película Vaguito, lanzando el disco La cumbia de Vaguito.[cita requerida]

## Vida personal
En actualidad, mantiene una relación conyugal con Jheny Aguilar, quién fruto de su relación nacieron 4 hijos: Gianmarco Arroyo, José Antonio Arroyo, Yuri Mark Arroyo y Marcos Junior Arroyo. Éste primero, se desempeña también como cantante de cumbia peruana.

## Discografía

### Álbumes de estudio
- 2013: Luciérnaga
- 2014: Loco por ti
- 2015: Sin ti no puedo vivir
- 2016: Perdóname madre
- 2017: Por última vez
- 2017: Sabor a cumbia
- 2017: El Romántico
- 2018: Desierto
- 2019: Necesito un amor
- 2020: Te tengo que olvidar
- 2020: Trago amargo
- 2020: Mujer de la noche
- 2020: Lloras por mi
- 2021: Me faltas tú
- 2024: La cumbia de Vaguito

### Sencillos y LP
- 2004: «Si te vas, qué haré»
- 2005: «Tu jurastes amarme»
- 2007: «Pañuelo de lágrimas»
- 2013: «Quiero ser feliz»
- 2017: «Te amaré»
- 2018: «Juguete de amor»
- 2018: «Pienso en ti»
- 2020: «Maldito amor»
- 2020: «Cuando yo sea grande»
- 2020: «Nunca te olvidaré»
- 2020: «Ya son las doce» (ft. Vico y el Grupo Karicia)
- 2022: «Tu falso amor»
- 2022: «El pueblo único jamás será vencido»
- 2023: «Lo nuestro es imposible»
- 2023: «Tú»
- 2023: «Te espero»
- 2023: «Linda huanuqueñita»
- 2023: «Lloras por mi (Acústico)»
- 2023: «Juguete de amor»
- 2024: «Sirena enamorada»
- 2024: «Me fallaste»
- 2024: «Dolor y desengaño» (ft. William Luna)